# Estació de Villada
Villada és una estació situada a la localitat espanyola homònima, a la província de Palència, Castella i Lleó. Disposa de serveis de Mitjana distància operats per Renfe. Compleix també funcions logístiques.

## Situació ferroviària
L'estació se situa al punt quilomètric 46,127 de la línia d'ample ibèric que uneix Venta de Baños amb Xixón a 793 metres d'altitud, entre les estacions de Grajal i Cisneros. El tram és de via doble i està electrificat. Històricament l'estació pertanyia a la línia Palència-La Corunya.
L'estació també formava part de la línia de via estreta que unia Medina de Ríoseco amb Villada, i que pertanyia als FFCC Secundaris de Castella.

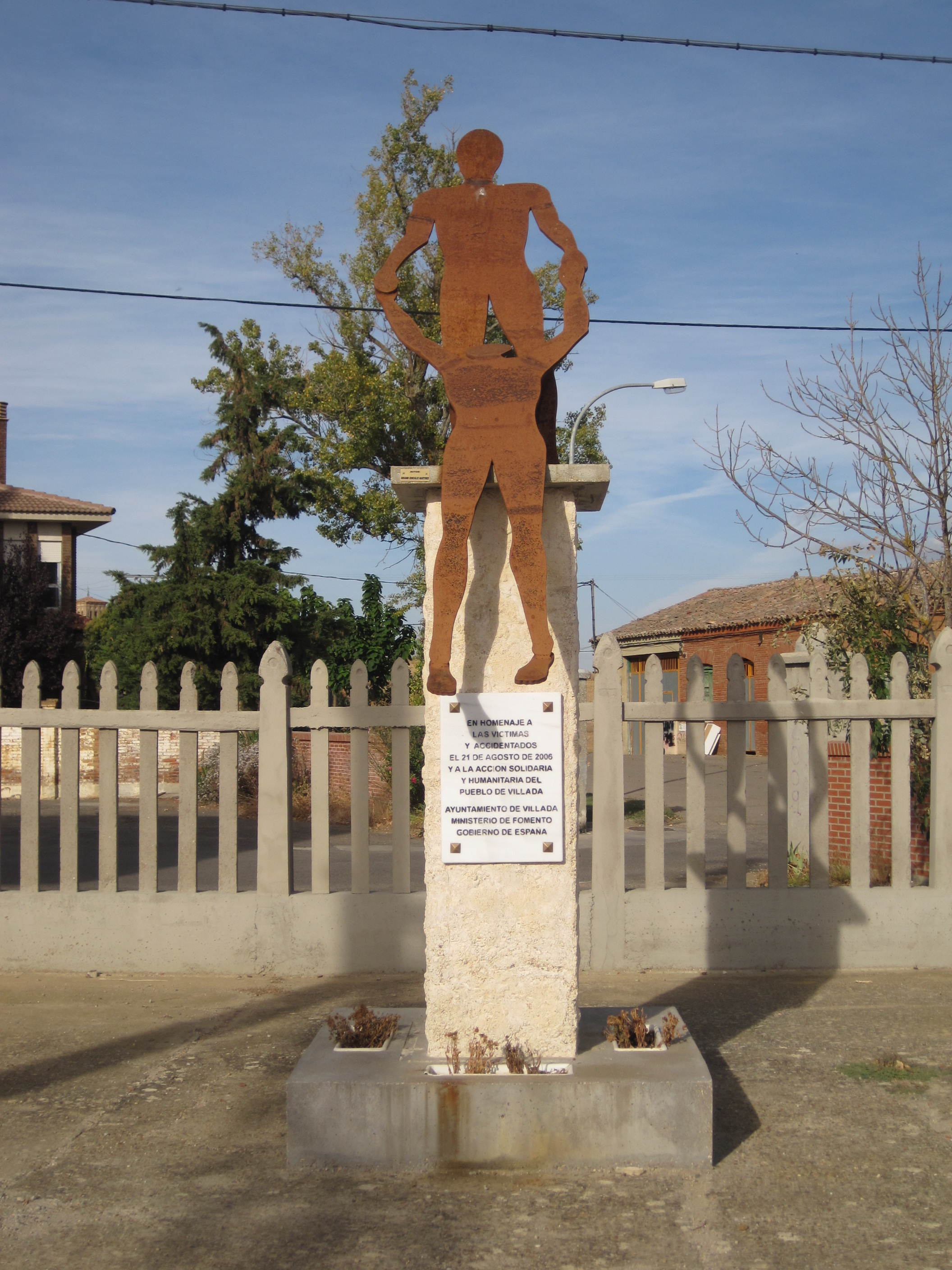
Monument erigit en record de les víctimes de l'accident del 2006.

## Història
L'estació va ser inaugurada el 8 de novembre de 1863 com a part de la línia fèrria de Lleó-Palència, més tard allargada fins a La Corunya. La Companyia dels Ferrocarrils del Nord-oest d'Espanya va ser l'encarregada de la construcció i explotació del traçat. El 1878, l'empresa es va declarar en fallida després d'un intent de fusió amb MZOV i la línia va passar a mans de la Companyia dels Ferrocarrils d'Astúries, Galícia i Lleó creada per a continuar amb les obres iniciades per Nord-oest i gestionar les seves línies. No obstant això la situació financera d'aquesta última també es va tornar ràpidament delicada sent absorbida per la Companyia dels Camins de Ferro del Nord el 1885. El 1941, la nacionalització del ferrocarril a Espanya suposa la desaparició d'aquesta última i la seva integració en l'acabada de crear RENFE. Des del 31 de desembre de 2004 Renfe Operadora explota la línia mentre que Adif és l'empresa titular de les instal·lacions ferroviàries.
El 21 d'agost de 2006, un tren diürn que recorria el trajecte La Corunya/Vigo - Hendaia/Bilbao va descarrilar en un canvi de via al qual va arribar amb excés de velocitat a l'entrada de l'estació de Villada, on no tenia parada i on havia de canviar de via per a avançar un Regional aturat a l'estació. Van morir set persones i vuitanta-sis van resultar ferides.

## L'estació
Se situa al sud-oest del nucli urbà. L'edifici per a viatgers és un ampli edifici de base rectangular i dues plantes amb disposició lateral a les vies. Està cobert amb una teulada de dos vessants. Les seves parets estan revestides de pedra. Compta amb dues vies principals (vies 1 i 2) i tres vies derivades (vies 3, 5 i 7). Dues andanes, un lateral i un altre central donen accés a les vies. El canvi d'andana es realitza gràcies a un pas subterrani. En l'exterior del recinte existeix un aparcament habilitat. Tant l'aparcament com les andanes han estat adaptats a les persones amb discapacitat.

## Serveis ferroviaris
Els serveis de Mitjana distància de Renfe que tenen parada en l'estació enllacen principalment Villada amb les ciutats de Lleó, Valladolid i Madrid.
| Línia MD | Servei          | Origen/Destinació       | Parades | Destinació/Origen |
| -------- | --------------- | ----------------------- | --- | ----------------- |
| 17       | MD              | Madrid-Príncipe Pio     | Villalba, l'Escorial, Zarzalejo, Robledo de Chavela, Santa Maria de l'Alameda-Peguerinos, Naves del Marquès, Navalperal, Herradon-La Canada, Àvila, Arèval, Medina del Camp, Valladolid-Camp Grand, Venta de Banos, Palència, Parets de Nava, Villada, Sahagun. | Lleó              |
| 17       | Regional Exprés | Palència                | Grijota, Becerril, Parets de Nava, Cisneros, Villada, Grajal, Sahagun, Burg Ranero, Santes Martes, Palanquinos. | Lleó              |
| 24       | Regional        | Valladolid-Campo Grande | Valladolid Universitat, Cabezon de Pisuegra, Cubilles de Santa Marta, Duenas, Venta de Banos, Palència, Parets de Nava, Villada, Grajal, Sahagun, Burgo Ranero, Palanquinos, Lleó, La Robla, La Pola de Gordon, Santa Lucia, Villamanín, Busdongo, Linares-Congostina, Fierros, Campomanes, Pola de Lena, Uxo, Mieres-Puente, Llamaquique (Uviéu), Uviéu, Calzada d'Asturies ·ampomanes · Pola de Lena · Uxo · Mieres-Puente · Llamaquique ( · Oviedo · Calzada d Asturias | Xixón             |